# Rakuen Tsuihō -Expelled from Paradise-
Rakuen Tsuihō: Expelled from Paradise (楽園追放?, Rakuen Tsuihō) è un film del 2014 diretto da Seiji Mizushima.
Prodotto da Toei Animation in collaborazione con Nitroplus, il film è stato sceneggiato da Gen Urobuchi e proiettato in prima visione in Svezia l'11 dicembre 2014.